# Proširena porodica
Proširena porodica je porodica koja se proširuje iznad granica nuklearne porodice, a sastoji se od roditelja, tetki, ujaka, i rođaka, pri čemu svi žive u blizini ili u istom domaćinstvu. Primer ovakve porodice je bračni par koji živi sa muževljevim ili ženinim roditeljima. Porodica se menja od užeg do proširenog domaćinstva.
U nekim okolnostima, proširena porodica dolazi da živi sa ili umesto nekog člana nuklearne porodice. Ovakve porodice obuhvataju, u jednom domaćinstvu, bliske rođake kao dodatak užoj porodici. Primer bi bio stariji roditelj koji se useljava kod svoje deca zbog starosti. U modernim zapadnim kulturama, u kojim dominiraju konstrukcije uže porodice, ovaj termin se generički koristi odnoseći se na babe i dede, tetke, ujake, bilo da oni žive u istom domaćinstvu ili ne. Međutim, takođe se može odnositi na porodičnu zajednicu koja već nekoliko generacija živi u istom domaćinstvu. U nekim kulturama, termin proširena porodica se koristi kao sinonim za istokrvnu porodicu.
U matičnim porodicama, tip proširene porodice, koji je prvi predstavio Frederik Le Plej, roditelji će živeti sa jednim detetom i njegovim ili njenim supružnikom, kao i njihova deca, dok će druga deca otići iz kuće ili ostati u njoj nevenčani. Matična porodica se nekad povezuje sa nepravednom praksom nasleđivanja, kao u Japanu i Koreji, ali se ovaj termin takođe koristi i u kontekstu u kome opisuje tip porodice u kome roditelji žive sa detetom koje je u braku i njegovim ili njenim supružnikom i decom, ali prenos zemljišta  i pokretne imovine je više-manje jednako, kao u slučaju tradicionalne Rumunije, severoistočnog Tajlanda ili naroda Srednje Amerike. U ovim slučajevima, dete koje se brine o roditeljima uglavnom dobija kuću uz dodatak njegovog ili njenog dela zemlje i pokretne imovine.
U proširenoj porodici, roditelji i porodice njihove dece često žive ispod istog krova. Ovaj tip zajedničke porodice često uključuje više generacija u porodici. Od kulture do kulture, varijacije ovog termina mogu imati različita značenja. Na primer, u Indiji porodice je patrijarhalno društvo u kojoj sinovljeve porodice ostaju pod istim krovom.
U zajedničkoj porodici, opterećenje je podeljeno među članovima, uglavnom nejednako. Uloga žene je često ograničena na domaćinstvo, i uglavnom uključuje kuvanje, čišćenje i organizovanje čitave porodice. Glava porodice (često stariji muški član) postavlja pravila i razrešava sporove. Ostali stariji članovi domaćinstva čuvaju decu u slučaju da njihove majke rade. Oni su, takođe, odgovorni da uče najmlađe maternjem jeziku, ponašanju i pravilima. Dede i babe često tu preuzimaju vodeću ulogu, zbog toga što oni imaju najviše iskustava sa roditeljstvom i rukovođenjem domaćinstvom.
Emi Gojer, AARP multigeneralni stručnjak za probleme, kaže da najčešće multigeneralno domaćinstvo ono sa dedama i babama koji rukovode tim domaćinstvom i njihovom odraslom decom koji su se tu doselili sa svojom decom, i koji su napravili dogovor podstaknut potrebama jedne ili obe strane da spoje resurse i štede novac. Druga popularna vrsta domaćinstva je kada je dede i babe usele kod porodice svoje odrasle dece, uglavnom radi pružanja pomoći. Ona je primetila da 2,5 miliona deda i baba odgovorni za osnove potrebe svojih unuka sa kojima žive.
Kuća često ima široku dnevnu sobu i zajedničku kuhinju. Svaka porodice ima svoju spavaću sobu. Članovi domaćinstva, takođe, brinu jedni o drugima kad je neki član porodice bolestan.

## Sociologija
Često se pretpostavljalo da proširene porodice, koje žive u istoj kući, uživaju određene prednosti, kao što su veći osećaj sigurnosti i pripadnosti, jer poseduju širu mrežu članova koji služe kao resursi tokom krize i više uzora koji podstiču poželjno ponašanje i kulturne vrednosti. Međutim, čak i u kulturama u kojima se očekuje da odrasli napuste svoj dom nakon sklapanja braka i osnuju svoju nuklearnu porodicu, proširena porodica često predstavlja važnu mrežu podrške koja nudi slične prednosti. Naročito u zajednicama koje čini radnička klasa, odrasli imaju tendenciju da osnuju svoja domaćinstva u okviru istog područja kao i njihovi roditelji, babe, dede i rođaci. Ovi članovi proširene porodice se često okupljaju radi porodičnih događaja i kako bi pomogli i podržali jedni druge, i emotivno i finansijski.
Dok se savremene porodice mogu smatrati generalno mobilnijima nego one u prošlosti, sociolozi smatraju da to nije nužno rezultiralo raspadu proširenih porodica. Umesto toga, tehnologija, kao što su internet i društvene mreže, poput Fejsbuka, sa sada najčešće koriste kako bi se zadržao kontakt i održale ove porodične veze.
Naročito u slučaju domaćinstva sa jednim roditeljem, može biti korisno za članove proširene porodice da dele isto domaćinstvo kako bi podelili teret troškova. S druge strane, deljenje domaćinstva može predstavljati nedostatak u zavisnosti od veličine i broja porodica koje su uključene, posebno kada samo nekoliko članova snosi odgovornost za pokriće osnovnih troškova porodice.
Procenjuje se da 49 miliona Amerikanaca (što čini 16,1% ukupne svetske populacije) živi u kućama koje obuhvataju tri ili više generacija, za razliku od 42 miliona 2000. godine. Ovakva situacija je slična i u Zapadnoj Evropi. Još 34% živi na kilometar od svoje dece.

## Širom sveta
U mnogim kulturama, kao što su azijska, bliskoistočna, afrička, istočnoevropska, južnoevropska, autohtona latinoamerička i kultura pacifičkih ostrva, proširene porodice čine osnovnu porodičnu jedinicu. Čak i u Zapadnoj Evropi proširene porodice (uglavnom one matičnog tipa) jasno preovladavaju. Redak izuzetak predstavlja Engleska. Neki su izjavili da je relativna „jednostavnost“ tradicionalne engleske porodice (koja predstavlja isključivo nuklearnu porodicu), bar delimično odgovorna za rođenje industrijalizacije, slobodno-tržišnog kapitalizma i liberalizma u toj zemlji.
Danas je uobičajeno da, u nuklearnim porodicama, deca dosegnu punoletstvo pre nego što upoznaju članove proširene porodice. Geografska izolacija je uobičajena za porodice srednje klase koji se sele na osnovu profesionalnih mogućnosti, dok porodične grane "zadržavaju [svoju] osnovnu nezavisnost". Neke proširene porodice drže redovna porodična okupljanja, obično oko praznika, kako bi ponovo uspostavili i integrisali jače porodične veze. Ovo omogućava individualnim nuklearnim porodicama da se povežu sa proširenim članovima porodice.
Australijski aboridžini su još jedna grupa u kojima se koncept porodice proteže daleko izvan nuklearnog modela. Neposredne porodice Aboridžina uključuju tetke, ujake i niz drugih srodnika koji bi se smatrali „daljim rođacima“,
Tamo gde se porodice sastoje od više generacija koje žive zajedno, na čelu porodice obično se nalazi najstariji muškarac. One se najčešće sastoje od baba, deda, njihovih sinova i porodica njihovih sinova. Proširene porodice imaju zajedničke rasprave i tako rešavaju probleme.

## Južna Azija
Istorijski gledano, Južna Azija generacijama ima preovlađujuću tradiciju zajedničkog porodičnog sistema ili nepodeljenih porodica. Zajednički porodični sistem je aranžman proširene porodice koji preovladava širom indijskog potkontinenta, naročito u Indiji, koji se sastoji od mnogo generacija koje žive u istoj kući, povezani zajedničkim odnosima. Po očevoj liniji, zajednička porodica sastoji se od starijeg muškarca i njegove supruge, njihovih sinova i neudatih kćerki i žena i dece njegovih sinova. Na čelu porodice je patrijarh, obično najstariji muškarac, koji donosi odluke o ekonomskim i socijalnim pitanjima u ime cele porodice. Žena patrijarha obično kontroliše čitavo domaćinstvo, manje verske običaje i često rukovodi značajnim domaćim pitanjima. Porodična primanja ulivaju se u zajednički fond, iz kog se uzimaju sredstva, koja zadovoljavaju potrebe svih članova, koja kontrolišu glave porodice. Međutim, sa urbanizacijom i ekonomskim razvojem, u Indiji dolazi do razdvajanja zajedničkih porodica u manje-više nuklearne porodice, i sada tradicionalne zajedničke porodice u Indiji čine mali procenat indijskih domaćinstava.

## Skorašnji trendovi u Sjedinjenim Američkim Državama
U ranoj fazi dvadesetog veka, nije se često moglo primetiti mnogo porodica sa proširenom rodbinom u svom domaćinstvu, a razlog je mogao biti to što su mladi ljudi u ovom vremenu prvo čekali da uspostave svoje domaćinstvo, pa tek onda da se venčaju i formiraju porodicu. Kako životna očekivanja postaju starija i programi kao što su Socijalno društvo daju korist starijim osobama, stari su sada počeli da žive duže nego prethodne generacije, što može dovesti do mešanja generacija. Prema rezultatima studija Pew Istraživački centar u 2010. Godini, približno 50 miliona (skoro svaki šesti) Amerikanac, uključujući i povećan broj starijih osoba, žive u domaćinstvu sa makar dve odrasle generacije, a često i sa tri. To je postao stalan trend da se starije generacije usele i žive sa svojom decom, a on im pomažu u svakodnevnom životu. Glavni razlog koji se navodi za ovu promenu jesu povećanje nezaposlenosti i opadanje cena kuća i dolazak novih imigranata iz Azije i južnoameričkih zemalja. U 2003, broj američkih „porodični grupa“ gde jedna ili više potfamilija živi u jednom domaćinstvu (na primer, domaćinova ćerka dobije dete, veza majka-dete je potfamilija)  je bila 79 miliona. 2,6 američkih multigeneracijskih porodičnih domaćinstava u 2000 sa domaćinom, njegovom decom i unucima. To je 65 posto multigeneracijskih porodičnih domaćinstava u Americi. Tako da je to duplo vise nego uobičajeno da deda bude domaćin nego da njegovo odraslo dete dovede svoje roditelje u svoj dom. Povećanje broja multigeneracijskih domaćinstava je stvorio kompleksan problem, kao na primer, ko u tom domaćinstvu poseduje autoritet da da pristanak policiji da pretražuje privatne prostorije u kući.

## Meksiko
Meksičko društvo je podeljeno u tri generacijske jedinice koje se sastoje od deda i baba, dece i unučića. Dalje bliže veze su sačuvane sa praočevima ovih porodica i poznati su na rodbina ili rođaci. Kada se jedno rodi ono se rađa u dve proširene porodice, a u srodstvu sa ponekad i do 70 ljudi. Grupa tradicionalno deluje kao kohezivna jedinica koja sa sobom nosi resurse i uticaj. Proširena porodica takođe sadrži supružnike i braću i sestre. Ovo je u suprotnosti sa dve američke generacijske nuklearne porodice.
Neki naučnici su upotrebili termin „velika porodica“ da opišu blisku vezu između deda i baba, njihove dece i unučića u meksičkom društvu. Larisa Lomnic i Marisol Perez-Lizaur, na primer, opisuju veliku porodicu kao „ osnovnu jedinicu porodične solidarnosti u Meksiku“, gde osnove porodične obaveze između deda i baba, njihove dece i unučića uključuju i finansijsku potporu, učešće u porodičnim ritualima i društvenom priznanju. Kejt Vilis i Keti Mekvejn su takođe zapazile da su velike porodice specifična obeležja niskih primanja, srednjih primanja, kao i elitnog sektora u Meksiku.

## Ekonomska pozadina
Ekonomska pozadina je postala važan faktor od koga zavisi da li će se živeti u proširenoj porodici. Mnoge porodice koje žive u područjima sa niskim prihodima počinju da žive zajedno radi finansijske i emocionalne podrške. Relativno ekonomsko lišavanje rasnih i etničkih manjina dovodi do većeg angažovanja proširenih porodica; pre svega zato što crnci i Latinoamerikanci imaju manje novca i obrazovanja od belaca i veća je verovatnoća da oni daju i dobijaju pomoć od rodbine. Imati porodicu na koju možeš da se osloniš je jako važno u vreme ekonomske krize, naročito ako postoje i deca. Život u proširenoj porodici obezbeđuje stalnu brigu o deci i podršku drugim članovima porodice. Analiza nacionalnog istraživanja porodice i domaćinstava ukazuje na razlike između belaca i drugih etničkih grupa zbog ekonomskih razlika među rasnim grupama: crnci i Latinoamerikanci ređe imaju ekonomske resurse koji dozvoljavaju vrstu privatizacije koju nuklearna porodica podrazumeva. Šire srodstvo je strategija preživljavanja u sred ekonomske krize. Mogućnost oslanjanja ne samo na roditelje, već i na babe, dede, ujake, tetke, braću, sestre pomaže pri stvaranju sistema podrške koji za uzvrat zbližavaju porodice.život u proširenoj porodici pruža mnogo pogodnosti, za razliku od nuklearne porodice.
Broj višegeneracijskih domaćinstava je u stalnom porastu zbog ekonomskih poteškoća koje ljudi doživljavaju. Prema Američkom udruženju penzionera, višegeneracijska domaćinstva su porasla sa 5 miliona u 2000. godini na 6,2 miliona u 2008. godini. AUP-ov Ginzler kaže: „Nema sumnje da je sa nekim etničkim grupama koje se razvijaju u Americi, više mejnstrim i tradicionalno imati višegeneracijska domaćinstva. Taj porast ćemo takođe videti i generalno u svetskoj populaciji.“ Iako visoka stopa nezaposlenosti i stambene hipoteke recesije igraju ključnu ulogu u trendu, izvršni potpredsednik Istraživački centar Pew i koautor njene višegeneracijske studije domaćinstva Pol Tejlor je rekao da je u porastu tokom nekoliko decenija, podstaknuta demografskim i kulturnim promenama kao što je sve veći broj imigranata i sve veće prosečne starosti ljudi koji stupaju u brak. Značaj proširene porodice mnogi ljudi ne mogu da shvate, ali imati sistem podrške i mnogo oblike prihoda, danas može da pomogne ljudima zbog poteškoća u pronalaženju posla i zarađivanja dovoljno novca.

## Složena porodica
„Složena porodica“ je opšti termin koji se koristi za bilo koju strukturu porodice koja uključuje više od dve odrasle osobe. Termin se može odnositi na bilo koju proširenu porodicu, poliamoriju ili poligamiju bilo kog tipa. Često se koristi za grupni brak kao oblik poligamije.